# Make Way (Charlie Winston)
Make Away è il primo album in studio del cantautore britannico Charlie Winston. Si tratta di un cd autoprodotto pubblicato nel 2007.

## Tracce
1. Like A Hobo – 5:07
2. Generation Spent – 3:37
3. Boxes – 4:35
4. Nine Year Old Friend – 3:33
5. My Life As A Duck – 4:47
6. I Love Your Smile – 4:58
7. Yes! – 4:05
8. Life's A Bitch – 4:55
9. Can We Do It? – 4:16
10. Calling Me/Gone Gone – 13:59